# Debian GNU/NetBSD
 (décembre 2022).
Si vous disposez d'ouvrages ou d'articles de référence ou si vous connaissez des sites web de qualité traitant du thème abordé ici, merci de compléter l'article en donnant les références utiles à sa vérifiabilité et en les liant à la section « Notes et références ».
Debian GNU/NetBSD fut une distribution du système d'exploitation GNU avec le noyau NetBSD. Elle était disponible sur les architectures IA-32 et Alpha.